# Casa Gârbea din Vladimir
Casa Gârbea din Vladimir, comuna Vladimir, județul Gorj, a fost  ridicată în secolul XVIII. Fostul conac boieresc figurează pe lista monumentelor istorice 2015, cod LMI GJ-II-m-B-09456.

## Istoric și trăsături
Nicolae Gârbea, din Vladimir, era nepotul lui Dumitru Gârbea, căpitan de margine și mazil, apropiat al liderului revoluționar Tudor Vladimirescu, atât în viața civilă (ajutor de vătaf de plai la Cloșani și asociat în negoț cu acesta), cât și militară unde a făcut parte din corpul ofițeresc. Căpitanul Dumitru Gârbea este primul care a răspuns apelului revoluționar împreună cu 600 de panduri.
Fostul conac boieresc este posibil să fi fost construit ca și casă (culă) la sfârșitul secolului XVIII și modificat ulterior, nemaiavând nevoie de apărare.
Starea actuală de conservare este precară.

## Imagini

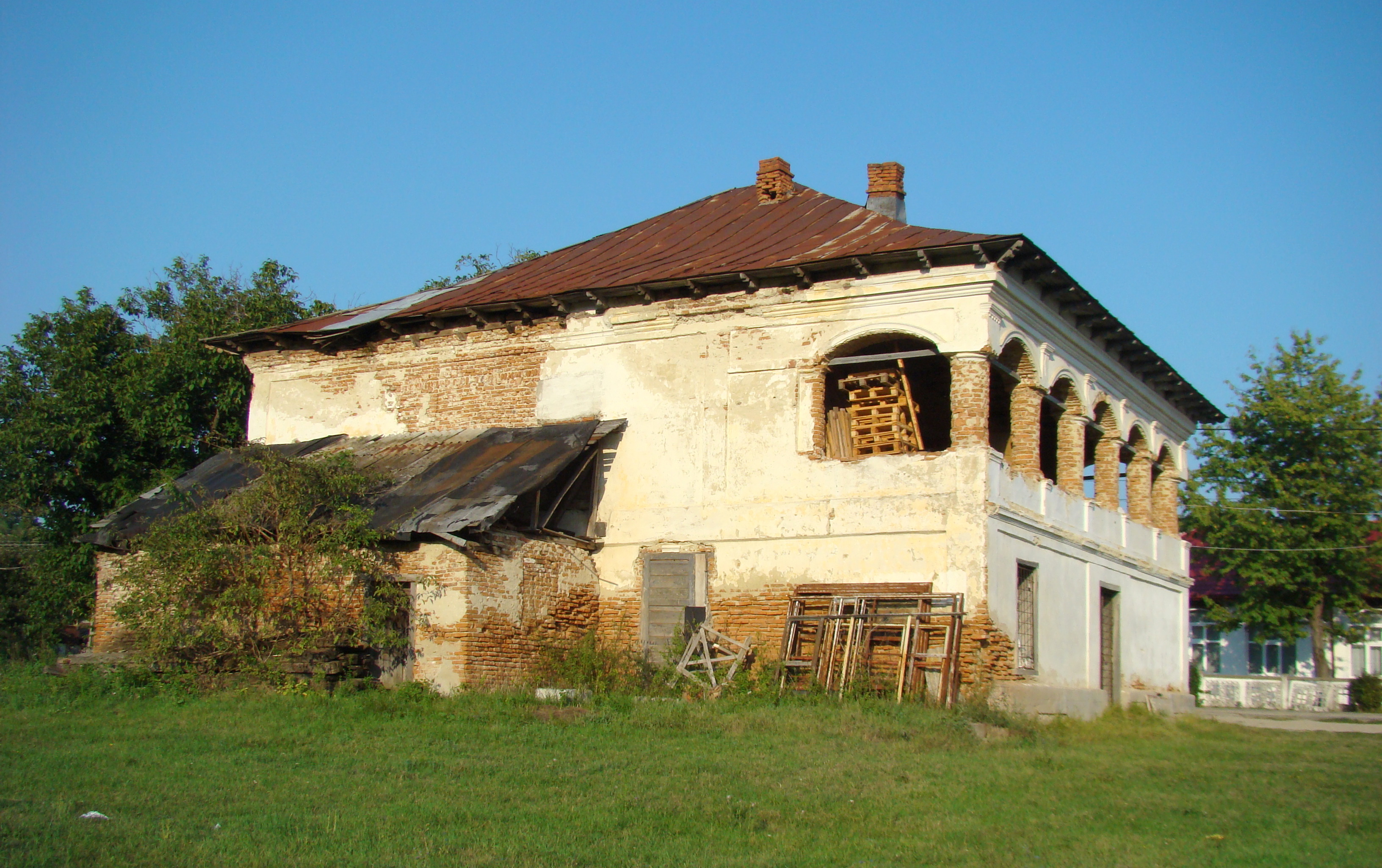
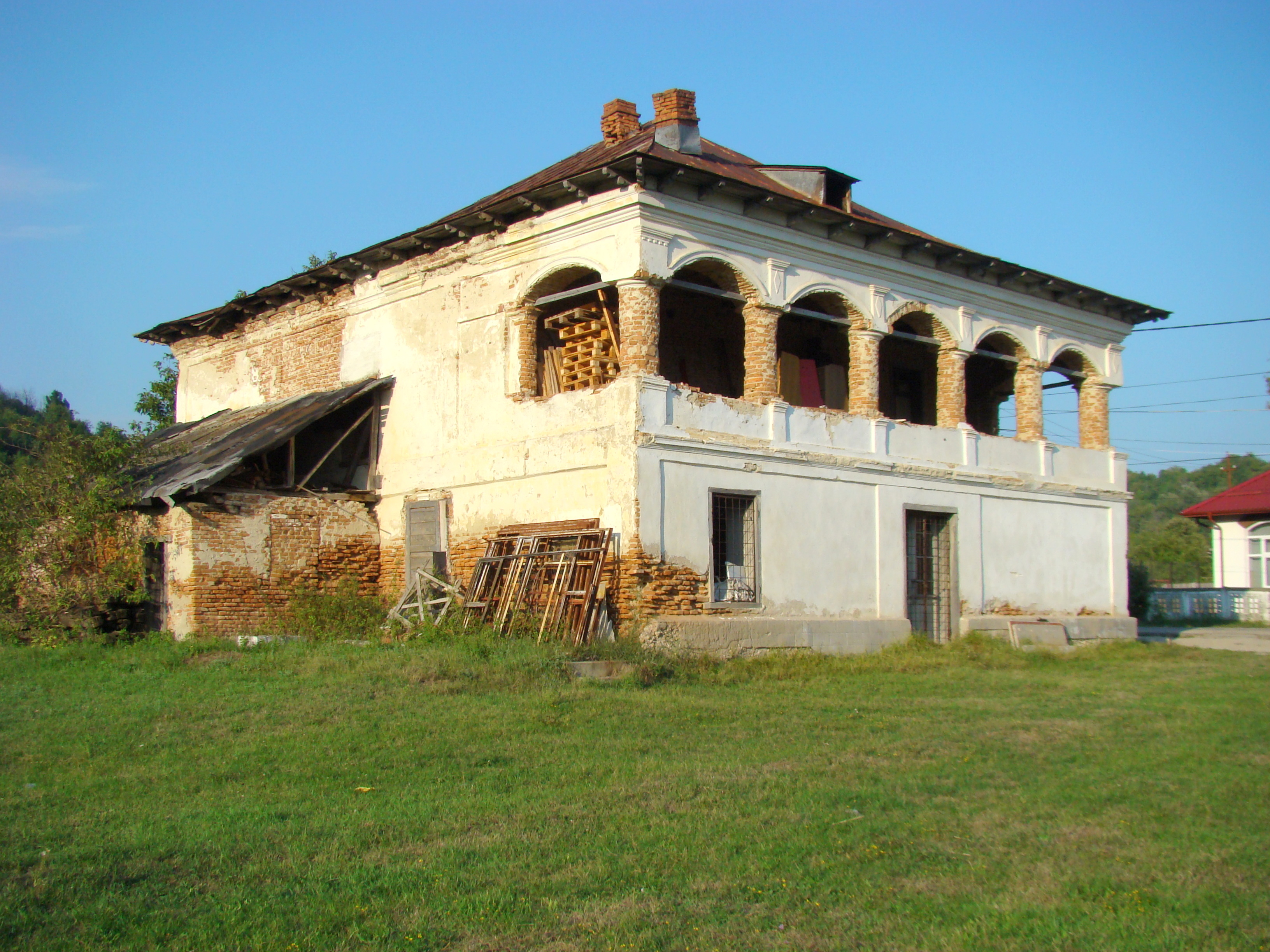
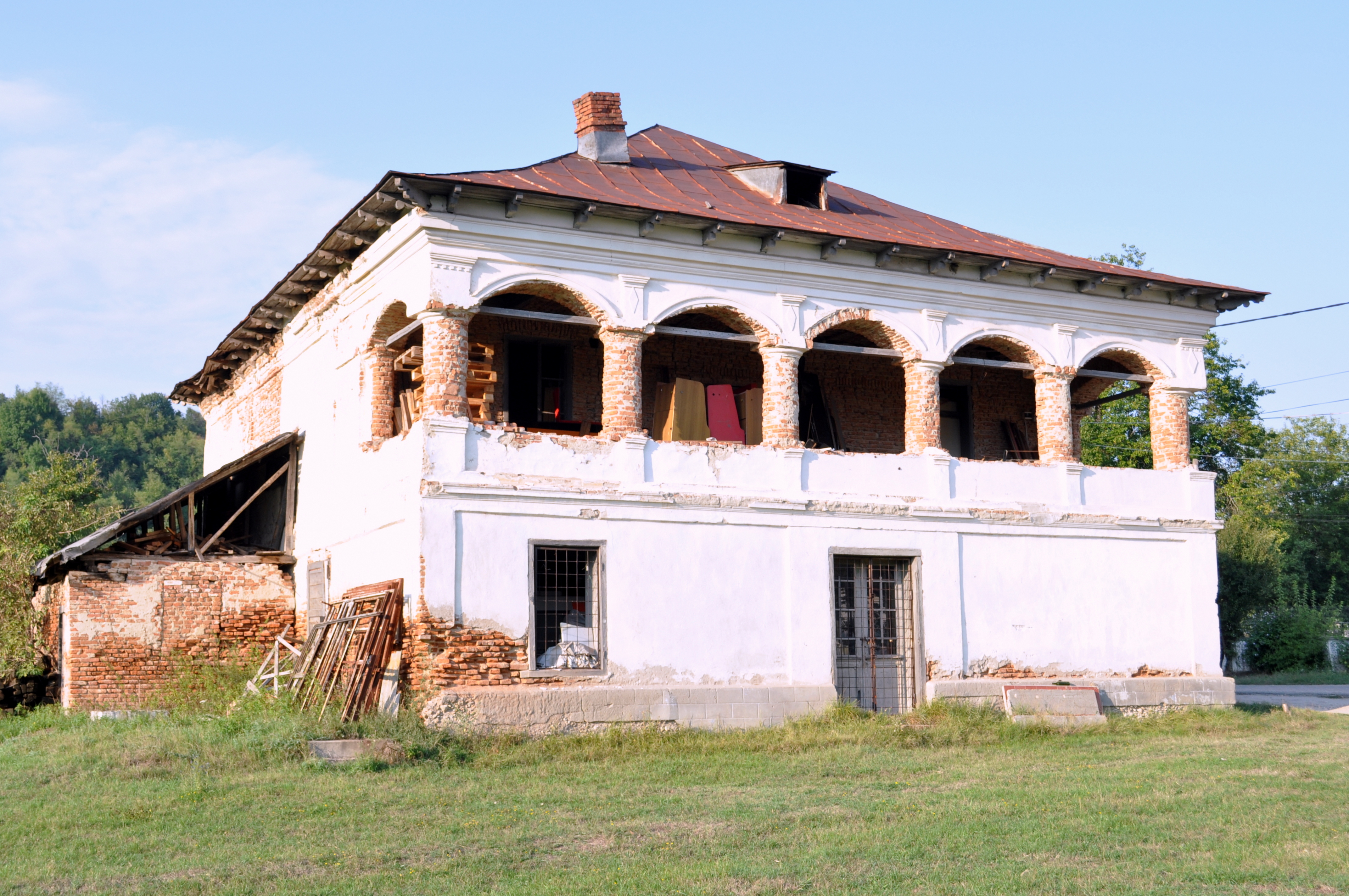
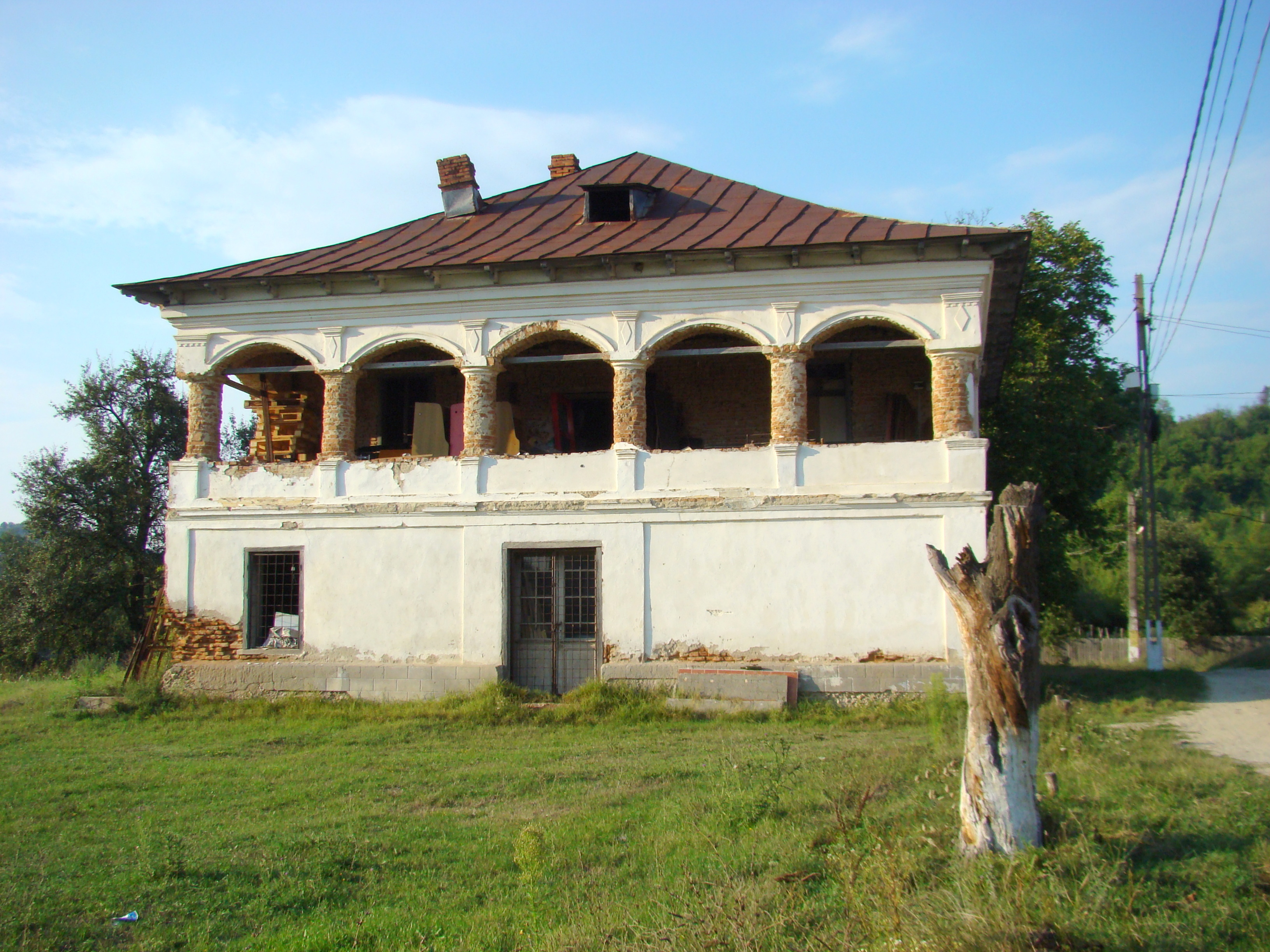